# Dragons of Kir
Dragons of Kir — выпущенная в 2005 году стратегическая настольная игра компаний Future Magic Games и 1i Productions. Dragons of Kir — настольная игра для двух игроков. Целью игры является создание систем кубиков, чтобы заставить одного из четырёх драконов Кира уничтожить боевую палатку противника, при этом защищая свою собственную. Кубики также отображают силы природы и человека и таким образом создают изменяющийся игровой ландшафт. Поле боя безгранично («wraparound»), чтобы не ограничивать ходы.
Dragons of Kir — сиквел к игре Darter, получившей в 2005 году первое место премии Origins в номинации Vanguard Innovative Game Award.

## Реакция на игру
Бывшие до официального релиза ограниченные выпуски игры выходили с кубиками ручной работы из дерева, в релизе они заменены на картонные формата 1/8". Правила также были изменены по сравнению с ранними версиями для облегчения игрового процесса. Геймплей характеризуется как пересечение между RoboRally и шахматами. Рецензии на игру большей частью положительны.